# Sphenomorphus meyeri
Sphenomorphus meyeri là một loài thằn lằn trong họ Scincidae. Loài này được Doria mô tả khoa học đầu tiên năm 1875.